# Viline Vode
Viline Vode (en serbe cyrillique : Вилине Воде) est un quartier de Belgrade, la capitale de la Serbie. Il est situé dans la municipalité de Palilula.

## Localisation
Viline Vode est situé sur la rive droite du Danube. Il s'étend vers l'ouest à partir du pont de Pančevo (en serbe : Pančevački most). Il est bordé par les quartiers de Stari grad à l'ouest, Ada Huja et Deponija à est et Bogoslovija au sud.

## Histoire
Le quartier doit son nom aux nombreuses sources d'eau chaude qui se trouvent sur la rive du Danube. Son nom signifie ainsi « l'eau des fées ». Dans les années 1980, des plans ambitieux ont été conçus pour Viline Vode : le quartier, industriel, devait être transformé en un quartier luxueux, avec des villas et de petits immeubles résidentiels. Les autorités de la Ville en parlaient comme du futur « Santa Barbara de Belgrade ». En revanche, le projet n'a pas vu le jour[réf. nécessaire].

## Caractéristiques
Viline Vode est un des rares quartiers de Belgrade qui soit entièrement industriel. Parmi les sociétés qui y sont installées, on peut citer le supermarché de gros Tempo, une chaîne qui fait partie du Delhaize Group et plusieurs entreprises d'extraction de gravier et de sable. On y trouve également les sociétés Beograd put, Centroprom Beograd, qui propose des fruits et des légumes congelés, Martez, Tehnohemija, créée en 1951, qui travaille dans le domaine de l'industrie chimique, Jugopapir, Duga, qui vend des peintures et des vernis, l'usine de carton Avala Ada, créée en 1946, et la société Balkan. La partie est du Port de Belgrade et la gare de chemin de fer de Belgrade-Danube sont également situées dans ce secteur.